# Angelo la Débrouille
Angelo la débrouille (Angelo (no Brasil) ou As Regras do Ângelo (em Portugal)) é uma série de desenho animado francesa criada por Sylvie de Mathuisieulx e Sébastien Diologent em 2010.
Em 5 de abril de 2021, a série foi renovada para quinta temporada.

## Transmissão
| Exibição           | Exibição        | Exibição          | Exibição        |
| País               | Emissora(s)     | Emissora(s)       | Emissora(s)     |
| ------------------ | --------------- | ----------------- | --------------- |
| Brasil             | Cartoon Network | Rede Bandeirantes | TV Brasil       |
| Continente Europeu | Cartoon Network | Cartoon Network   | Cartoon Network |
| França             | France 3        | France 3          | France 3        |
| Angola             | TPA2            | TPA2              | TPA2            |
| Portugal           | RTP2            | Panda Kids        | Panda Kids      |

## Enredo
A série mostra o cotidiano de Angelo Lawrence, um garoto de 12 anos que juntamente com seus amigos da escola Sherwood e Lola que sempre buscam um plano para escapar de todos os seus deveres da vida. Muitas vezes seus planos dão certo, mas em outras eles dão errado.

## Personagens
- Angelo Lawrence - Protagonista. Um garoto de 12 anos muito esperto que sempre tem um bom plano para resolver seus problemas cotidianos. Seus melhores amigos são Lola e Sherwood.
- Sherwood Forrest - Melhor amigo de Angelo. Ele é bastante calculista e muitas vezes não concorda com os planos de Angelo.
- Lola - Amiga de Angelo e Sherwood. Uma garota agitada e de cabelos rosa que está sempre falando no seu celular.
- Walter Manetti - Valentão da escola de Angelo. Ele não é muito esperto.
- Sr. Foot - Professor de Angelo, Sherwood e Lola.
- Sra. Perla - Professora de artes de Angelo, Sherwood e Lola.
- Peter - Irmão caçula de Angelo.
- Helena - Irmã mais velha de Angelo.
- Hunter - Namorado de Helena.
- Mary - Mãe de Angelo.
- Francesco - Pai de Angelo.
- Mônica - Colega de Angelo.
- "Desastrado" - O colega mais desengonçado de Angelo. Na maioria das vezes ele é a vítima de Manetti. Em um dos episódios é revelado que ele tem uma quedinha por Mônica.
- Alonso - Colega de Angelo.
- Clide - Colega de Angelo.

### Animais
- Jo Moma - Gatinho de Angelo.
- Wellinghton - Cão (falecido) do Sr. Foot.